# Rymdtorget

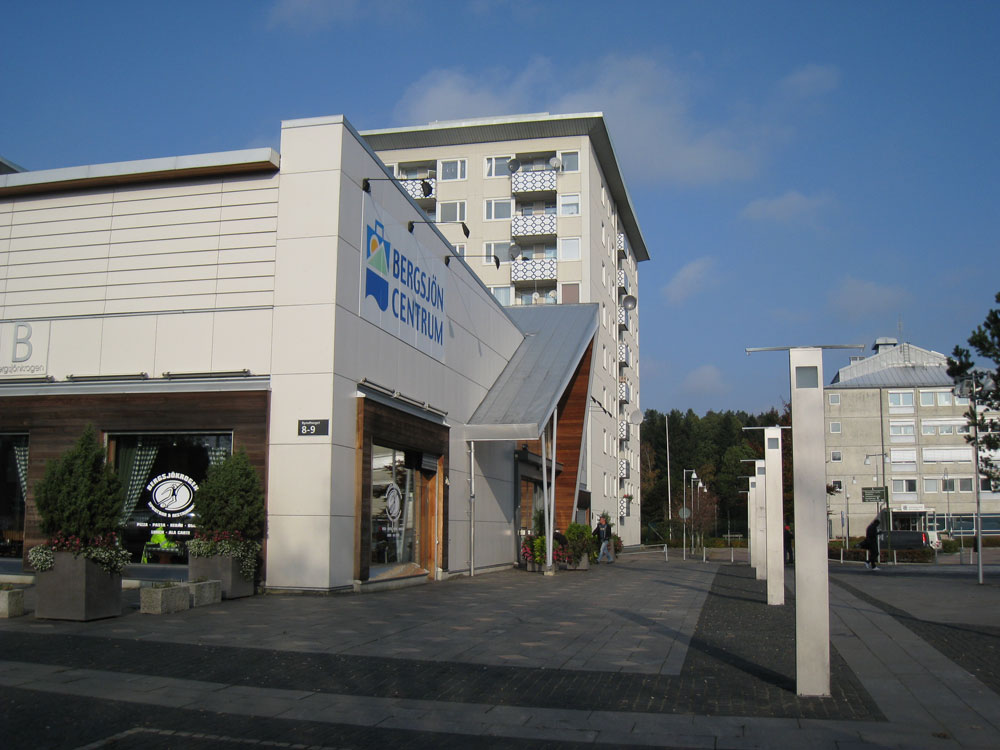
Rymdtorgets entré från öster.

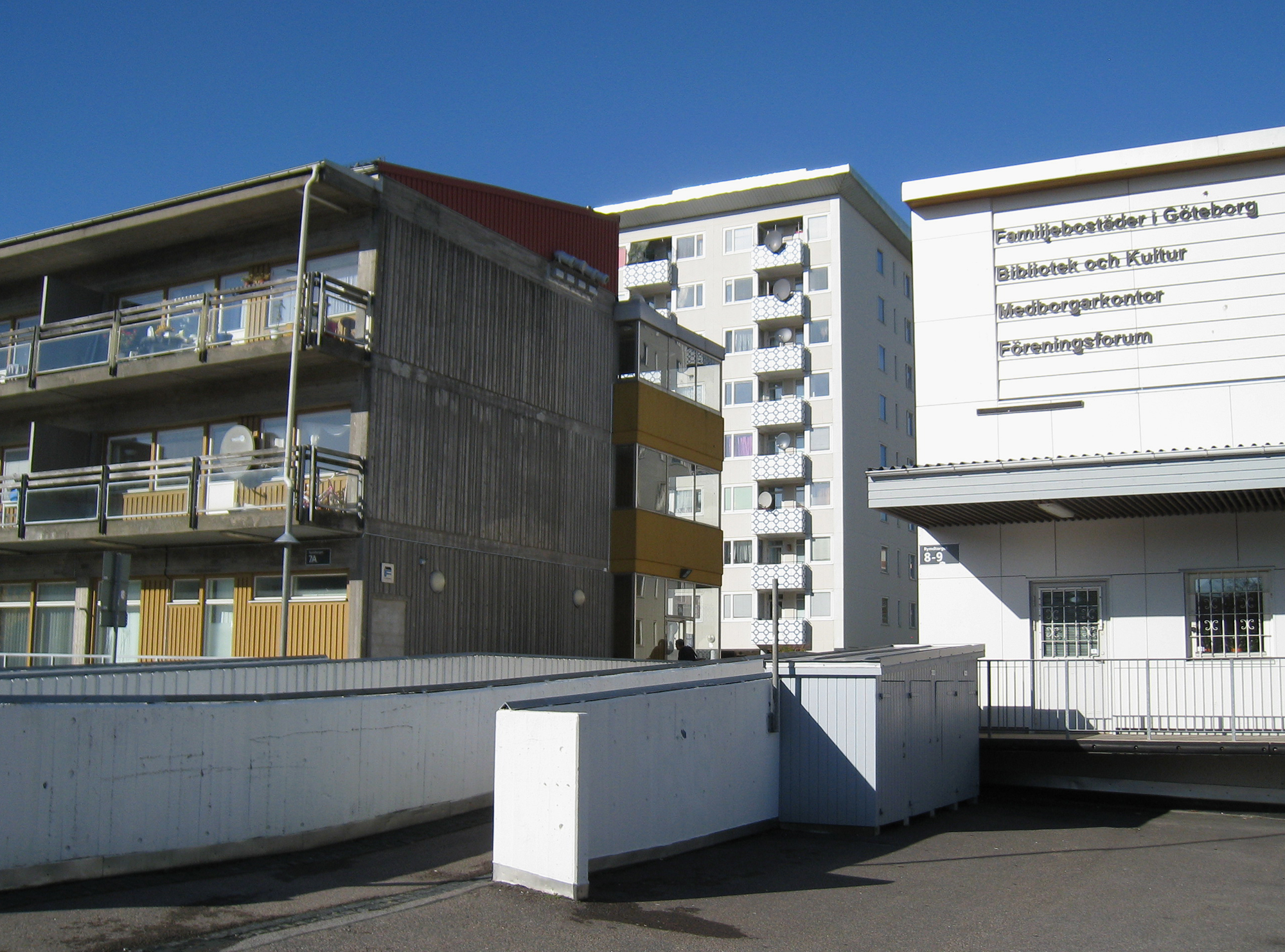
Till vänster Cederlöfs loftgångshus, i mitten Brolids punkthus och till höger butikshusets västra gavel med bland annat medborgarkontor och bibliotek.

Rymdtorget är ett torg i stadsdelen Bergsjön i Göteborg. Det byggdes 1970 efter ritningar av Sven Brolid Arkitektkontor AB, Stig Hanson, Walter Kiessling och Bo Cederlöf.

## Arkitektur
Torget är präglat av betongarkitektur. Ett exempel på detta är det nyligen ombyggda loftgångshuset vid Bergsjöns kyrka ritat av Bo Cederlöf, som har spår av formbrädorna i betongfasaden. Norr om butikshallen ligger fem punkthus ritade av Sven Brolid. De har karaktäristiskt utsmyckade balkonger i blå och vit keramik. Husen byggdes med både smålägenheter och femrummare samt handikappanpassade trerumslägenheter. De är skyddade i detaljplanen och får inte rivas eller förvanskas.

### Ombyggnad på 2000-talet
Torget byggdes om genomgripande i två etapper under åren 2000-2005. Arkitekt för ombyggnaden var Losman Nädele Arkitekter. Etapp 1 avslutades 2003 då centrumhusets butiksplan med omgivande markytor renoverades. Etapp 2 invigdes i december 2005 och då tillkom nya lokaler för Medborgarkontoret, Bergsjöns bibliotek, mödra- och barnavård, öppna förskolan och för Familjebostäder. Efter restaureringen kallas torget av fastighetsägaren, det kommunala bolaget Göteborgslokaler, för Bergsjön Centrum.
År 2016 invigdes Bergsjön Vårdcentral och BVC i nya lokaler ritade av Wingårdh arkitektkontor. Fastigheten är byggd ovanpå ett befintligt parkeringsdäck, genom så kallad 3D-fastighetsindelning.

### Konstnärlig utsmyckning
På torghallen ytterfasad finns en lång väggmålning av Jan Persson som återger scener ur Michail Bulgakovs roman Mästaren och Margarita. Den tillkom vid en renovering 1995.

## Kulturhuset Bergsjön

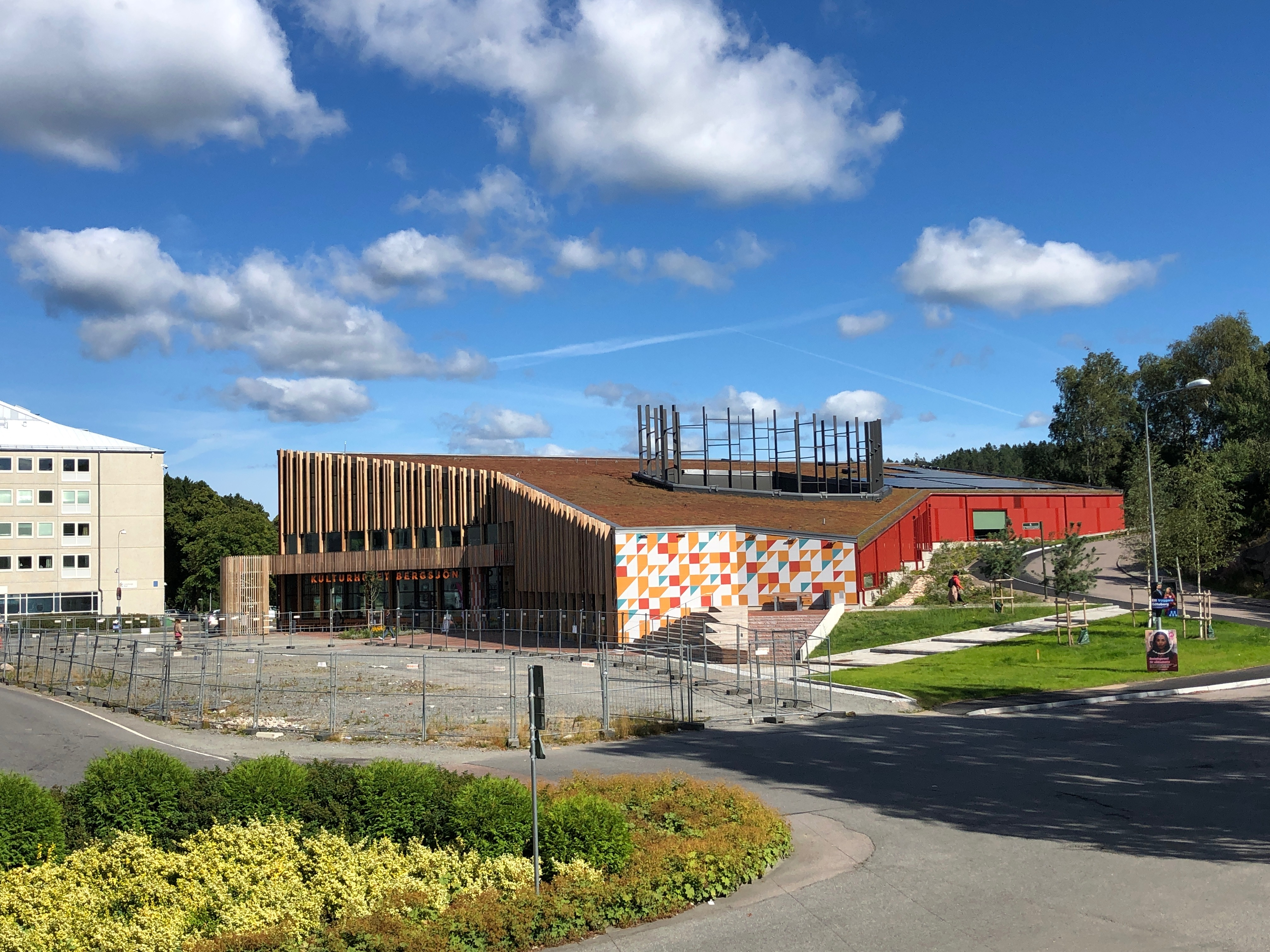
Kulturhuset Bergsjön sett från Bergsjöns centrum

Ett helt nytt kulturhus, Kulturhuset Bergsjön, har uppförts öster om nuvarande torgbebyggelse. Projektet Kulturkorgen är ritat av Sweco Architects. Byggarbetena påbörjades i maj 2020 och invigningen ägde rum den 17 augusti 2022.

## Kriminalitet
Rymdtorget har varit ett problemområde en längre tid, det eskalerande våldet har gjort att ordningsvakter och väktare inte vistas där. Torget har drabbats av stölder.

## Kollektivtrafik
Av geotekniska skäl gick det inte att dra spårvagnslinjen ända fram till centrum. Den hamnade därför tämligen långt västerut och kallas för Rymdtorget Spårvagn. De första åren löstes avståndsproblemet med en rullande trottoar, som emellertid fick avvecklas. Kvar finns emellertid en allmän hiss för transport till Stjärnbildsgatan. Avståndet mellan spårvagnshållplatsen och Rymtorget Buss är omkring 400 meter. De busslinjer som trafikerar den senare är 57, 21 och 74.

## Gatunamnet
Torget fick sitt namn år 1965 som ett gruppnamn – rymd och universum.

## Bilder

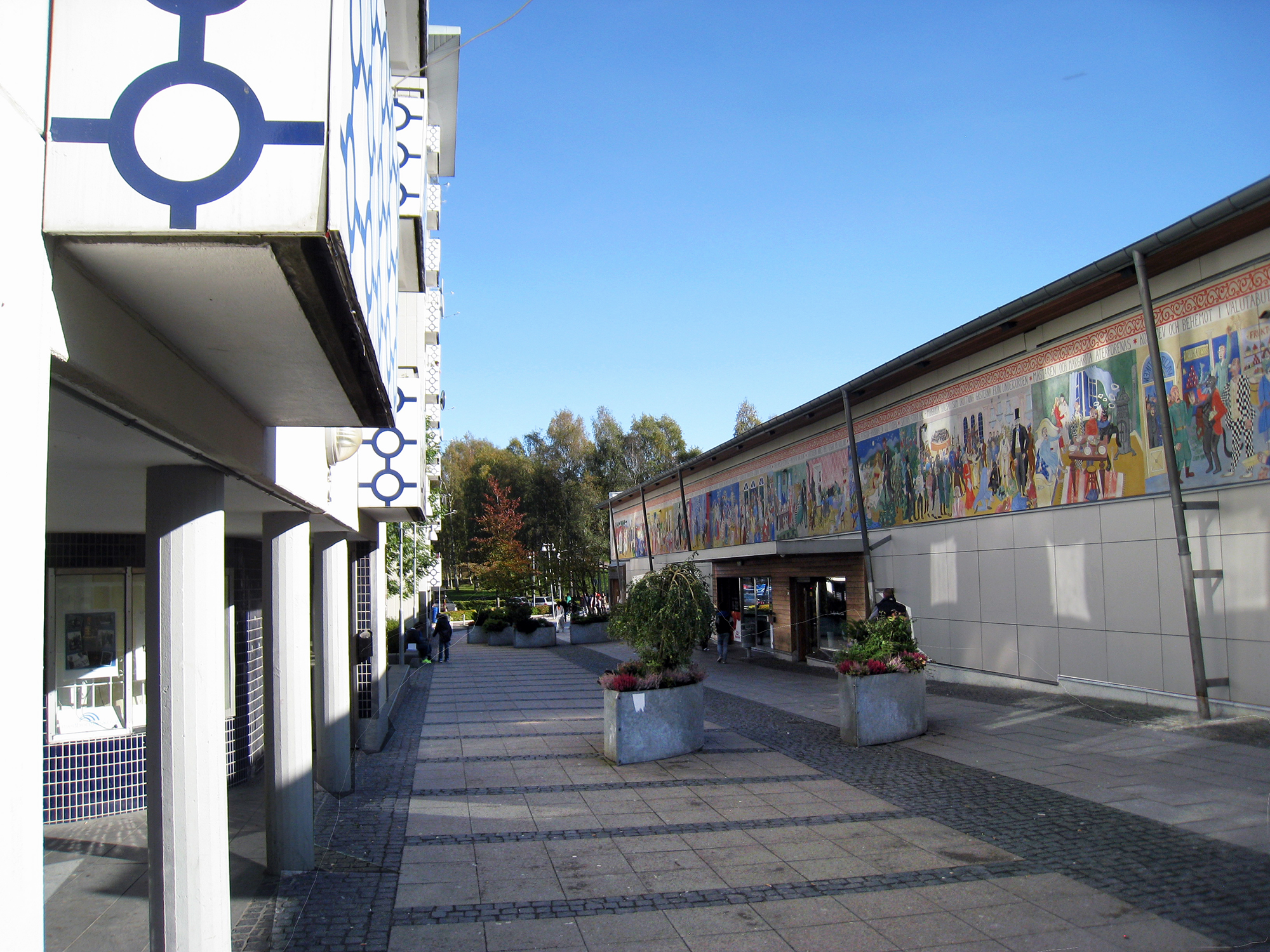
Detalj av Brolids balkonger och till höger Jan Perssons väggmålning.
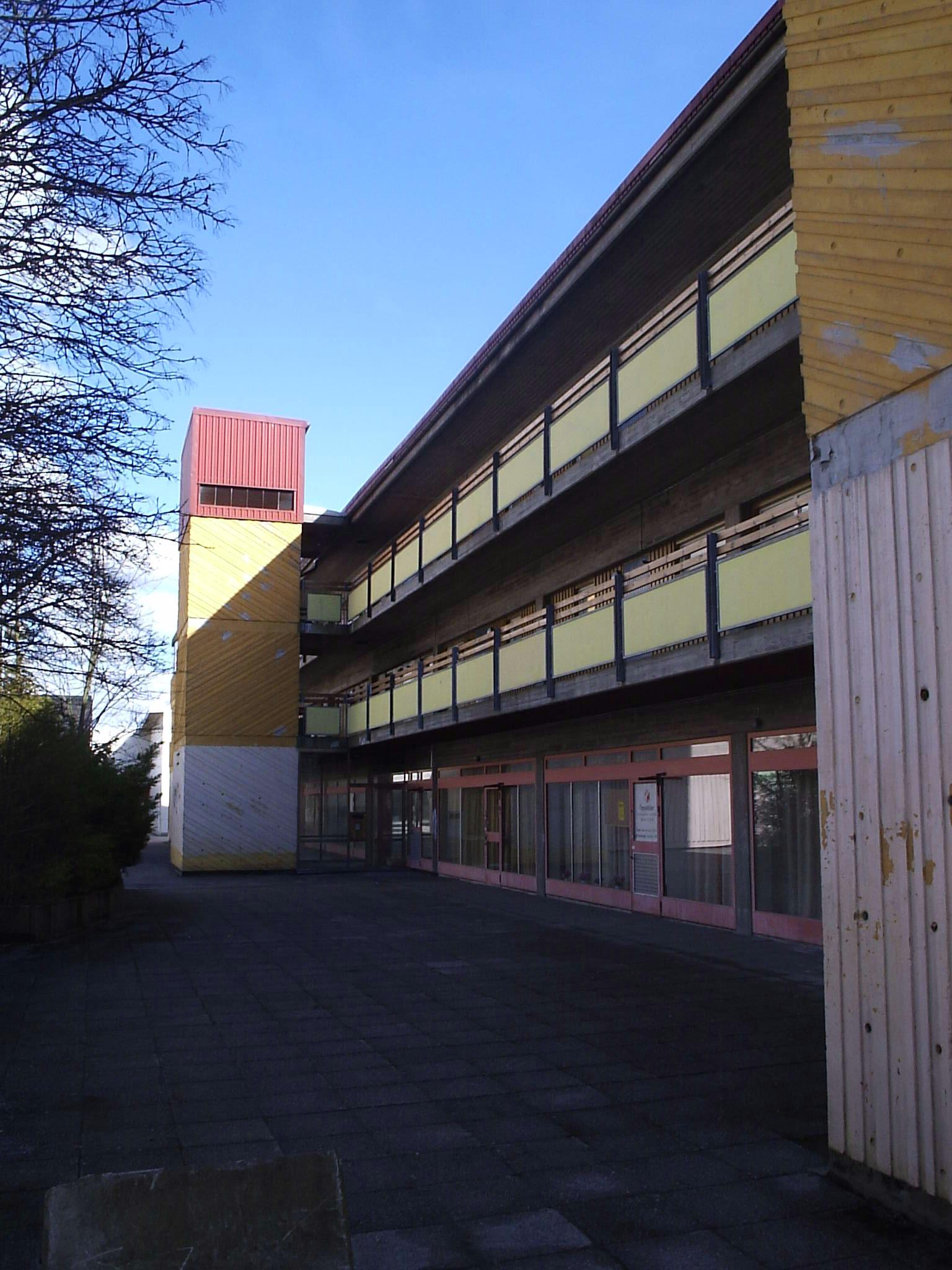
Cederlöfs loftgångshus.
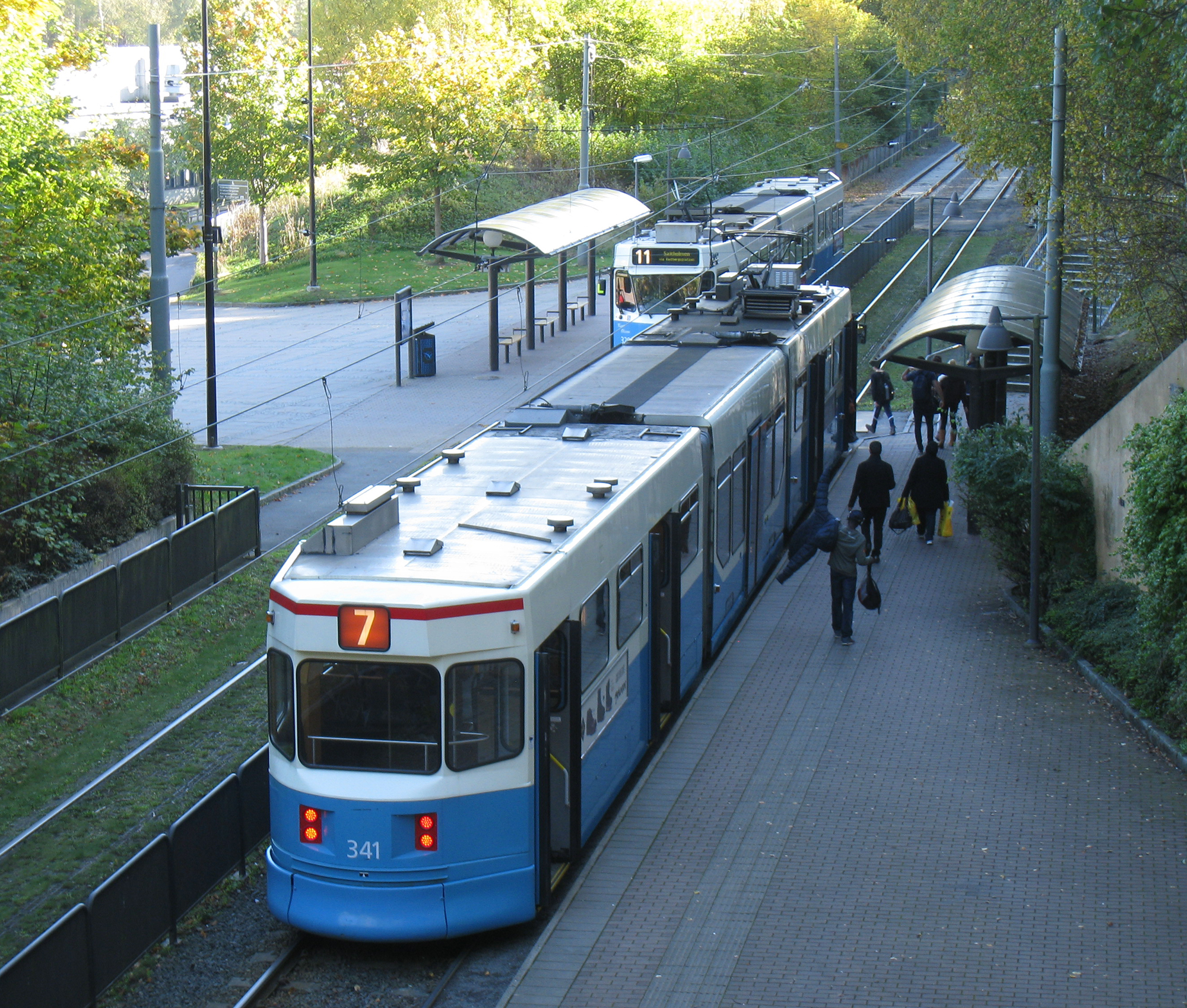
Rymdtorgets spårvagnshållplats.
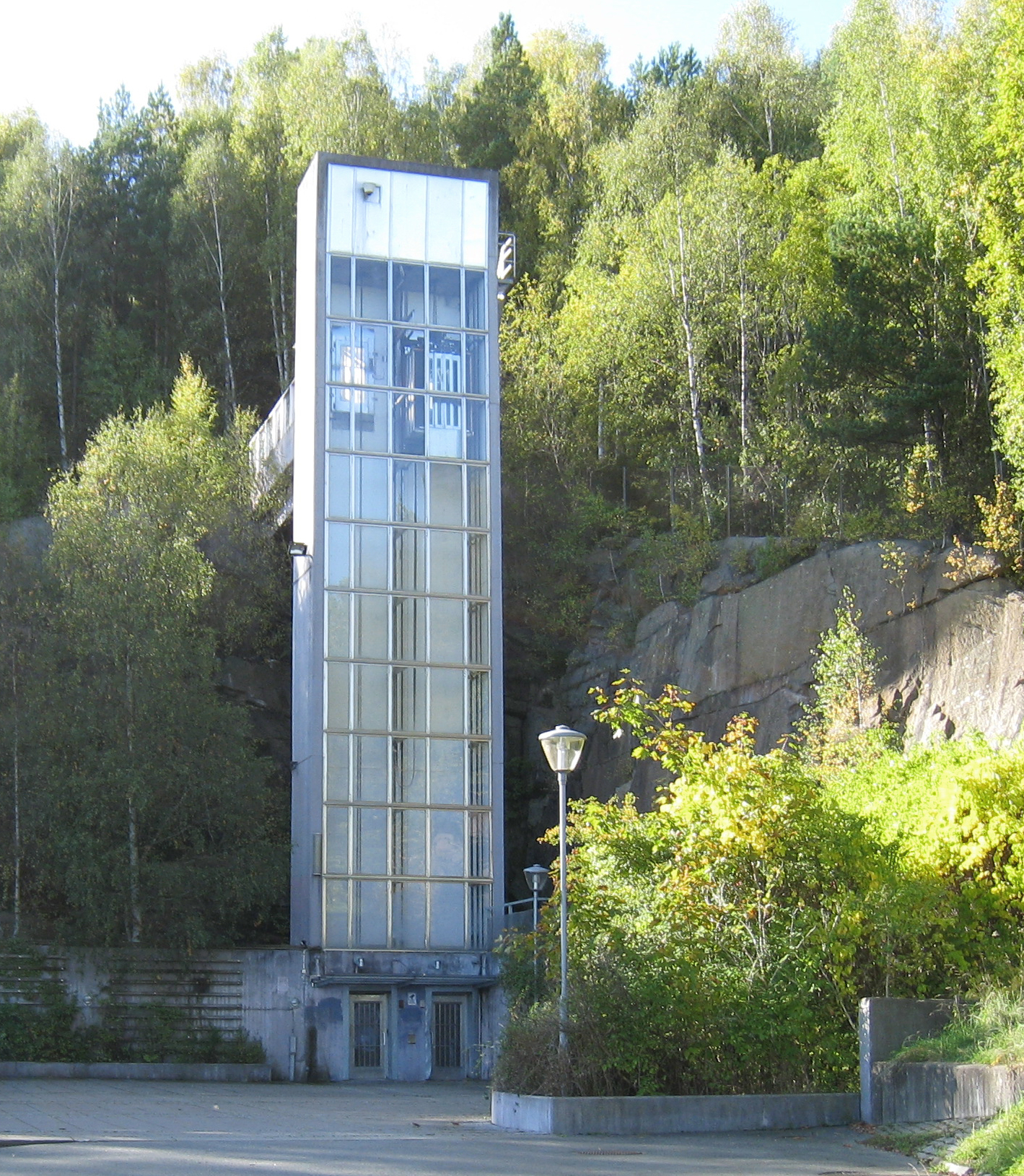
Hissen som leder från spårvagnshållplatsen till Stjärnbildsgatan.
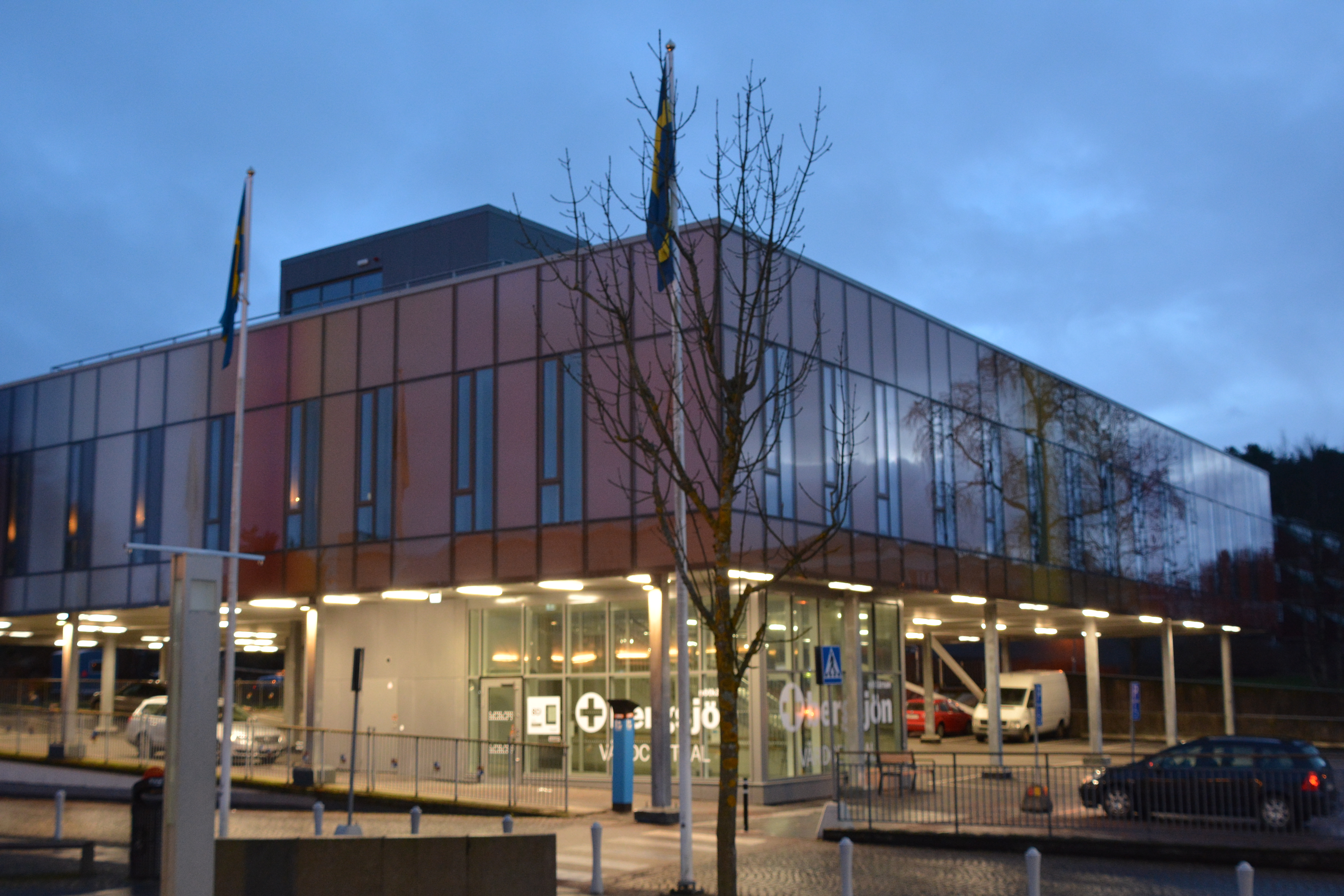
Nötkärnans vårdcentral.
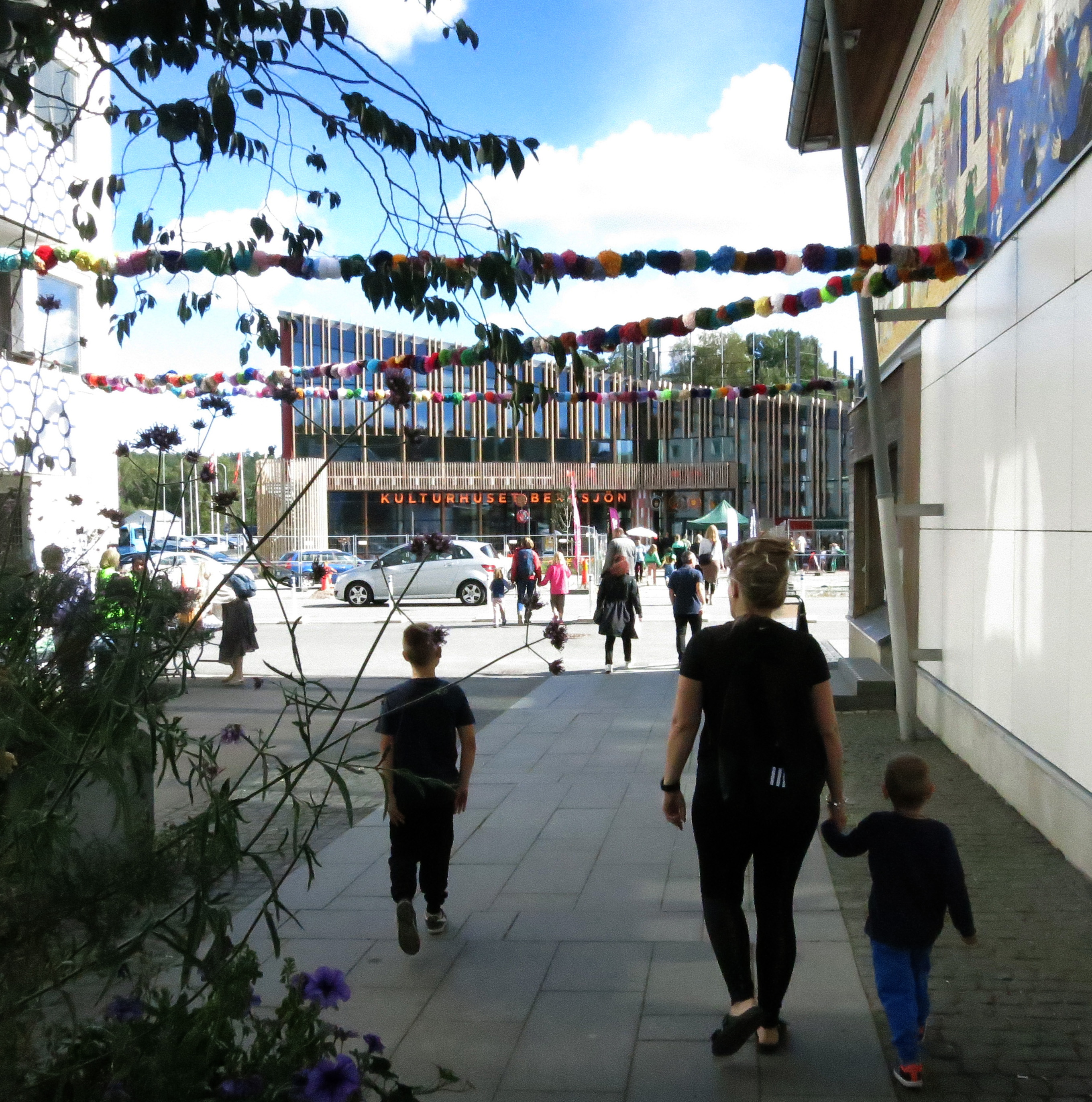
Kulturhuset Bergsjön under Tellusfestivalen 2022.